# Salpingotus kozlovi
Salpingotus kozlovi là một loài động vật có vú trong họ Dipodidae, bộ Gặm nhấm. Loài này được Vinogradov mô tả năm 1922.